# گورگاورز
گورگاورز ، روستایی است از توابع بخش گهواره و در شهرستان دالاهو استان کرمانشاه ایران.

## جمعیت
این روستا در دهستان قلخانی قرار داشته و بر اساس سرشماری سال ۱۳۸۵ جمعیت آن (۴۰ خانوار) ۱۵۹ نفر بوده‌است.

## در قدیم
فرهنگ جغرافیایی ایران جلد ۵ در مورد گورگاورز می‌نویسد:
دهی است از بخش گوران شهرستان اسلام‌آباد غرب واقع در ۲۲۰۰۰ گزی شمال باختری گهواره و ۳۰۰۰ گزی درینجه. کوهستانی و سردسیر و دارای ۲۷۵تن سکنه‌ است. آب آن از چشمه است. محصول آن غلات و توتون و صیفی و لبنیات و شغل اهالی زراعت و گله‌داری و راه آن مالرو است.